# Keens Steakhouse
Keens Steakhouse (antiguamente Keen’s English Chop House) es una steakhouse ubicada en el número 72 de la Calle 36 Oeste (entre las avenidas Quinta y Sexta) en el Garment District de Manhattan, Nueva York. El restaurante aloja más de 50,000 pipas de arcilla, convirtiéndose en una de las más grandes colecciones en el mundo. También es famoso por su chuletas de cordero.

## Historia
El restaurante fue fundado en 1885 por Albert Keen en Herald Square que en ese entonces era parte del Theater District.
Los clientes tenían la oportunidad de hacer guardar en el restaurente sus pipas de arcilla para evitar que se rompan durante su transporte debido a su fragilidad. La membresía del club de la pipa cuenta hasta noventa mil nombres. Hoy algunas de las pipas de clientes famosos están en exhibición incluyendo:
- Babe Ruth
- Theodore Roosevelt
- Dr. Ruth Westheimer - honorario
- Dr. Renee Richards - honorario
- Liza Minnelli - honorario
- Stephen King - honorario
- Will Rogers
- Billy Rose
- Grace Moore
- Albert Einstein
- George M. Cohan
- J.P. Morgan
- Stanford White
- John Barrymore
- David Belasco
- Adlai Stevenson
- General Douglas MacArthur
- “Buffalo Bill” Cody
- Zach Reiner

En 2013, Zagat le dio un rating de comida de 26, y lo calificó como el segundo restaurante en el Garment District, y la séptima mejor steakhouse en la ciudad de Nueva York.
Keens es la segunda steakhouse más antigua en la ciudad después de Old Homestead Steakhouse. Keens cambió de propietarios y estuvo cerrado para renovaciones en 1979. Volvió a abrir con el nuevo nombre.